# Dolichoderus semirugosus
Dolichoderus semirugosus är en myrart som först beskrevs av Mayr 1870.  Dolichoderus semirugosus ingår i släktet Dolichoderus och familjen myror. Inga underarter finns listade i Catalogue of Life.